# Campionati europei di nuoto 2010 - 50 metri farfalla femminili
Le qualifiche per la semifinale si sono svolte la mattina del 9 agosto 2010, mentre la semifinale si è svolta la sera dello stesso giorno. La finale si è svolta la sera del 10 agosto 2010.

## Medaglie
| Posizione | Atleta            | Paese     |
| --------- | ----------------- | --------- |
| Oro       | Therese Alshammar | Svezia    |
| Argento   | Jeanette Ottesen  | Danimarca |
| Bronzo    | Mélanie Henique   | Francia   |

## Record
Prima della manifestazione il record del mondo (RM), il record europeo (EU) e il record dei campionati (RC) erano i seguenti.
| Record mondiale       | 25"07 | Therese Alshammar Svezia     | 31 luglio 2009 Roma, Italia      |
| Record europeo        | 25"07 | Therese Alshammar Svezia     | 31 luglio 2009 Roma, Italia      |
| Record dei campionati | 25"57 | Anna-Karin Kammerling Svezia | 30 luglio 2002 Berlino, Germania |

Durante la competizione sono stati migliorati i seguenti record:
| Data     | Evento        | Atleta            | Nazione | Tempo | Record                |
| -------- | ------------- | ----------------- | ------- | ----- | --------------------- |
| 9 agosto | 2ª semifinale | Therese Alshammar | Svezia  | 25"25 | Record dei campionati |

## Risultati batterie
| Pos. | Atleta                | Nazionalità | Tempo | Batteria | Corsia | Note |
| ---- | --------------------- | ----------- | ----- | -------- | ------ | ---- |
| 1    | Therese Alshammar     | Svezia      | 25.80 | 6        | 4      |      |
| 2    | Sarah Sjöström        | Svezia      | 26.04 | 5        | 4      |      |
| 2    | Jeanette Ottesen      | Danimarca   | 26.04 | 5        | 5      |      |
| 4    | Mélanie Henique       | Francia     | 26.39 | 6        | 5      |      |
| 5    | Ingvild Snildal       | Norvegia    | 26.50 | 6        | 6      |      |
| 6    | Triin Aljand          | Estonia     | 26.64 | 4        | 4      |      |
| 6    | Hinkelien Schreuder   | Paesi Bassi | 26.64 | 5        | 3      |      |
| 8    | Amit Ivri             | Israele     | 26.70 | 4        | 3      |      |
| 9    | Svetlana Khokhlova    | Bielorussia | 26.72 | 1        | 5      |      |
| 10   | Eszter Dara           | Ungheria    | 26.94 | 6        | 7      |      |
| 11   | Katharina Stiberg     | Norvegia    | 26.99 | 3        | 3      |      |
| 11   | Silvia Di Pietro      | Italia      | 26.99 | 6        | 3      |      |
| 13   | Fabienne Nadarajah    | Austria     | 27.01 | 5        | 2      |      |
| 14   | Kimberly Buys         | Belgio      | 27.10 | 4        | 5      |      |
| 15   | Iryna Niafedava       | Bielorussia | 27.15 | 6        | 2      |      |
| 16   | Beatrix Bordas        | Ungheria    | 27.19 | 4        | 2      |      |
| 17   | Amy Smith             | Regno Unito | 27.33 | 5        | 6      |      |
| 18   | Sara Freitas Oliveira | Portogallo  | 27.44 | 5        | 1      |      |
| 19   | Irina Bespalova       | Russia      | 27.47 | 4        | 6      |      |
| 20   | Jane Trepp            | Estonia     | 27.63 | 4        | 1      |      |
| 21   | Nadiya Koba           | Ucraina     | 27.66 | 5        | 7      |      |
| 22   | Annika Saarnak        | Estonia     | 27.69 | 6        | 1      |      |
| 22   | Katarina Listopadova  | Slovacchia  | 27.69 | 6        | 8      |      |
| 24   | Lyubov Korol'         | Ucraina     | 27.93 | 4        | 8      |      |
| 25   | Alzbeta Rehorkova     | Rep. Ceca   | 27.95 | 3        | 6      |      |
| 26   | Orsolya Tompa         | Ungheria    | 27.97 | 4        | 7      |      |
| 26   | Iris Rosenberger      | Turchia     | 27.97 | 5        | 8      |      |
| 28   | Monika Babok          | Croazia     | 27.99 | 3        | 4      |      |
| 29   | Denisa Smolenova      | Slovacchia  | 28.07 | 1        | 3      |      |
| 30   | Aleksandra Urbańczyk  | Polonia     | 28.10 | 3        | 5      |      |
| 31   | Linda Laihorinne      | Finlandia   | 28.19 | 3        | 7      |      |
| 32   | Petra Chocová         | Rep. Ceca   | 28.27 | 3        | 1      |      |
| 33   | Anna Yevchak          | Ucraina     | 28.43 | 2        | 5      |      |
| 34   | Sara Joo              | Ungheria    | 28.70 | 3        | 8      |      |
| 35   | Klara Vaclavikova     | Rep. Ceca   | 28.77 | 2        | 6      |      |
| 35   | Anna Schegoleva       | Cipro       | 28.77 | 3        | 2      |      |
| 37   | Mirosalva Syllabova   | Slovacchia  | 29.03 | 2        | 7      |      |
| 38   | Tijana Vukanovic      | Serbia      | 29.08 | 2        | 2      |      |
| 39   | Yasemin Rosenberger   | Turchia     | 29.09 | 2        | 3      |      |
| 40   | Marlene Niemi         | Finlandia   | 29.27 | 2        | 4      |      |
| 41   | Tess Grossmann        | Estonia     | 29.52 | 1        | 4      |      |

## Semifinale
| Pos. | Atleta              | Nazionalità | Batteria | Corsia | Tempo | Note |
| ---- | ------------------- | ----------- | -------- | ------ | ----- | ---- |
| 1    | Therese Alshammar   | Svezia      | 2        | 4      | 25.50 | RC   |
| 2    | Sarah Sjöström      | Svezia      | 1        | 4      | 25.66 |      |
| 3    | Jeanette Ottesen    | Danimarca   | 2        | 5      | 26.02 |      |
| 4    | Mélanie Henique     | Francia     | 1        | 5      | 26.23 |      |
| 5    | Hinkelien Schreuder | Paesi Bassi | 2        | 6      | 26.36 |      |
| 6    | Amit Ivri           | Israele     | 1        | 6      | 26.51 |      |
| 7    | Triin Aljand        | Estonia     | 1        | 3      | 26.56 |      |
| 8    | Ingvild Snildal     | Norvegia    | 2        | 3      | 26.68 |      |
| 9    | Silvia Di Pietro    | Italia      | 1        | 7      | 26.76 |      |
| 10   | Fabienne Nadarajah  | Austria     | 2        | 1      | 26.84 |      |
| 11   | Katharina Stiberg   | Norvegia    | 2        | 7      | 26.87 |      |
| 12   | Eszter Dara         | Ungheria    | 1        | 2      | 26.92 |      |
| 13   | Svetlana Khokhlova  | Bielorussia | 2        | 2      | 27.08 |      |
| 14   | Beatrix Bordas      | Ungheria    | 1        | 8      | 27.15 |      |
| 15   | Iryna Niafedava     | Bielorussia | 2        | 8      | 27.21 |      |
| 16   | Kimberly Buys       | Belgio      | 1        | 1      | 27.29 |      |

## Finale
| Pos. | Atleta              | Nazionalità | Corsia | Tempo | Note |
| ---- | ------------------- | ----------- | ------ | ----- | ---- |
|      | Therese Alshammar   | Svezia      | 4      | 25.63 |      |
|      | Jeanette Ottesen    | Danimarca   | 3      | 25.69 |      |
|      | Mélanie Henique     | Francia     | 6      | 26.09 |      |
| 4    | Sarah Sjöström      | Svezia      | 5      | 26.14 |      |
| 5    | Triin Aljand        | Estonia     | 1      | 26.25 |      |
| 6    | Hinkelien Schreuder | Paesi Bassi | 2      | 26.27 |      |
| 7    | Ingvild Snildal     | Norvegia    | 8      | 26.36 |      |
| 8    | Amit Ivri           | Israele     | 7      | 26.53 |      |